# Braunsteffer Lake
Der Braunsteffer Lake (in Australien Lake Braunsteffer) ist ein 800 m langer See an der Ingrid-Christensen-Küste des ostantarktischen Prinzessin-Elisabeth-Lands. Er liegt 1,5 km westlich des Lake Zvezda in den Vestfoldbergen.
Luftaufnahmen vom See entstanden bei der US-amerikanischen Operation Highjump (1946–1947). Kartiert wurde er anhand von Luftaufnahmen von 1956 einer sowjetischen Antarktisexpedition und solchen, die bei der von 1957 bis 1958 dauernden Kampagne im Rahmen der Australian National Antarctic Research Expeditions entstanden sind. Das Antarctic Names Committee of Australia (ANCA) benannte den See nach Claude Braunsteffer, Wetterbeobachter auf der Davis-Station im Jahr 1959, der an der Erkundung der Seen in den Vestfold Hills beteiligt war.